# لیتون چینی
لیتون چینی (به انگلیسی: Litton Cheney) یک روستا و محله مدنی در بریتانیا است که در West Dorset واقع شده‌است. لیتون چینی ۳۵۹ نفر جمعیت دارد.